# Autoform
Die AutoForm Engineering GmbH mit Sitz in Pfäffikon SZ ist ein Schweizer Softwareentwickler. Das Unternehmen entwickelt und vertreibt Softwarelösungen für den Werkzeugbau, die Blechbearbeitungsindustrie und den Karosseriebau.  

## Geschichte
Das Unternehmen ging 1995 aus einem Spin-off der Eidgenössischen Technischen Hochschule Zürich hervor. Dort wurde 1990 mit der Entwicklung der Simulationssoftware – die Doktorarbeit von Firmengründer Waldemar Kubli – begonnen. In der Folge entwickelte sich AutoForm zu einem international tätigen Unternehmen mit Niederlassungen in Europa, Nordamerika und Asien. 
Das Unternehmen wurde im Jahr 2016 von der französischen Private-Equity-Investmentgesellschaft Astorg Partners übernommen. Im Jahr 2021 wurde AutoForm an die US-amerikanische Investmentgesellschaft Carlyle Group verkauft.

## Kooperationen Industrie und Forschung
AutoForm ist aktiv an zahlreichen Entwicklungsprojekten mit Automobilherstellern, Zulieferern und Universitäten beteiligt, mit der Intention, den Stand der Blechumformtechnik voranzutreiben:
| Automobilhersteller       | Audi, Mercedes-Benz, PSA                          |
| Zulieferer im Werkzeugbau | Magna, Thyssen-Nothelfer, Schweikert              |
| Werkstoffhersteller       | Arcelor, Corus, ThyssenKrupp Steel                |
| Universitäten             | ETH Zürich, Universität Basel, Universität Twente |
| Computerhardware          | HP, IBM, Intel                                    |

AutoForm hat zudem Kooperationen mit CAD-Anbietern für die Automobilindustrie (Dassault Systèmes, UGS PLM Solutions) und integriert die AutoForm-Technologie in verschiedene CAD-Umgebungen (CATIA V5, UniGraphics NX).
Darüber hinaus kooperiert AutoForm mit verschiedenen CAD/CAM-Anbietern, um die AutoForm-Technologie mit deren CAD/CAM-Softwarewerkzeugen zu verbinden (z. B. Missler Software, Tebis).